# Parafia św. Arnolda w Olsztynie
Parafia Świętego Arnolda w Olsztynie – rzymskokatolicka parafia w Olsztynie, należąca do archidiecezji warmińskiej i dekanatu Olsztyn Północ.
Została utworzona 1 grudnia 1998. Kościół parafialny mieści się przy ulicy św. Arnolda. Parafię prowadzą księża Werbiści. Od 2018 proboszczem parafii jest o. Szczepan Szpyra SVD.